# Psilocephala argentea
Psilocephala argentea är en tvåvingeart som beskrevs av Krober 1912. Psilocephala argentea ingår i släktet Psilocephala och familjen stilettflugor.
Artens utbredningsområde är Taiwan. Inga underarter finns listade i Catalogue of Life.